# Havana Brown
Havana Brown (* 14. Februar 1985 in Melbourne, Victoria; eigentlich Angelique Meunier) ist eine australische DJ und Popsängerin.

## Karriere
Die vorher schon regional als DJ tätige Künstlerin erhielt einen Plattenvertrag und veröffentlicht seit 2008 regelmäßig Remix-Compilations namens Crave auf CD. Sie war nicht nur in den Clubs, sondern auch im Vorprogramm von Sängern wie Rihanna, Pussycat Dolls, Britney Spears und Chris Brown zu hören. Im April 2011 erschien mit We Run the Night eine Dance-Single, die sie als Sängerin präsentierte. Diese wurde in Australien mit dreifach-Platin ausgezeichnet. Im September 2011 wurde eine US-Version des Titels produziert, bei dem der Rapper Pitbull mitwirkte. Diese Version erreichte Platz 1 in den Hot Dance Club Charts.
Browns Debüt-EP When the Lights Go Out wurde am 17. Juli 2012 veröffentlicht. Sie enthält unter anderem einen Remix von RedOne der Single We Run the Night. Ihre Single Big Banana, die sie zusammen mit R3hab aufnahm, erreichte im Januar 2013 den ersten Platz der Billboard Hot Dance Club Charts.
Vom 31. Januar bis 8. März 2016 war Brown Teilnehmerin der australischen Reality-Show I’m a Celebrity…Get Me Out of Here! und belegte den sechsten Platz.

## Diskografie
Alben
- Flashing Lights (2013)

EPs
- When the Lights Go Out (2012)

Lieder
- We Run the Night (2011)
- Get It (2011)
- You’ll Be Mine (2012, feat. R3hab, AU: Platin)
- Big Banana (feat. R3hab & Prophet, 2013)
- Warrior (2013)
- Whatever We Want (2014)
- Better Not Said (2014)